# 489
Het jaar 489 is het 89e jaar in de 5e eeuw volgens de christelijke jaartelling.

## Gebeurtenissen

### Klein-Azië
- Keizer Zeno laat de Perzische school van Edessa (huidige Turkije) sluiten. De stad vormt het centrum van het Armeense christendom. De laatste Nestorianen vluchten naar het Oosten en vestigen zich in Nisibis. Daar worden ze in bescherming genomen door de Assyrische Kerk.
- Eufemius (489-495) wordt benoemd tot patriarch (geestelijk leider) van Constantinopel.

### Europa
- Voorjaar - De Ostrogoten onder leiding van Theodorik de Grote steken de Julische Alpen over en vallen Noord-Italië binnen.
- augustus - Slag aan de Isonzo: Theodorik verslaat aan de rivier de Isonzo een huurlingenleger (20.000 man) onder bevel van Odoaker.
- september - Slag bij Verona: Odoaker wordt opnieuw door de Ostrogoten verslagen. Hij trekt zich terug naar het onneembare Ravenna.
- Theodorik voert een rooftocht door de Povlakte. Hij verovert de steden Pavia en Milaan.
- Medardus van Noyon wordt in Rouen (Normandië) tot priester ingewijd.

### Perzië
- Koning Kavad I weet de Chazaren terug te dringen naar de Kaukasus en ze een beslissende nederlaag toe te brengen.

### China
- In Qufu (Shandong) wordt de eerste Confuciustempel gebouwd ter ere van de Chinese wijsgeer Confucius. In de tempel wordt gemediteerd en les gegeven in confusiaanse teksten aan toekomstige ambtenaren.

## Religie
- Athanasius II (489-496) wordt gekozen tot patriarch van Alexandrië (Egypte).

## Geboren
- Buretsu, keizer van Japan (overleden 507)

## Overleden
- Fravitta, patriarch van Constantinopel
- Modestus, bisschop van Trier
- Petrus III, patriarch van Alexandrië
- Sidonius Apollinaris (58), Romeins schrijver en diplomaat